# Восстание в Чечне (1924—1925)
Восстание в Чечне 1924 года — мятеж чеченского повстанческого движения в 1924 году, которое действовало с 1920 года на территории Чеченской АО и находилось в глубоком подполье. В связи с этим в 1925 году была разработана масштабная операция по разоружению чеченцев и ликвидации незаконных формирований.

## Восстание
В феврале 1924 года двое английских агентов встретились с Нажмудином Гоцинским, передав ему деньги для дальнейшей борьбы, они заявили о поддержке повстанцев. Гоцинский осел в Чечне заручившись поддержкой внука Ума Дуева — Атаби Шамилёва и его рода Зумсой, жители этого общества поклялись не позволять захватить их гостя ни при каких обстоятельствах. В том же году чекистами был арестован Али Митаев, боясь его репутации среди народа, они вероломно заманили его в ловушку и схватили, а затем приговорили к расстрелу.
Весной 1924 года в Чечне и Ингушетии прошли массовые протесты и бойкотирование выборов вследствие навязывания своих представителей в местные органы со стороны центральной власти. Выступление было подавлено при поддержке ОГПУ и местных активистов. Изъято 2900 винтовок, 384 револьвера и арестовано 68 человек, что привело к росту антисоветских настроений в Чечне и приграничных районах других областей.

## Операция
В июле 1924 года на Зумсой был направлен кавалерийский отряд ОГПУ, аул был окружён, а жителям предъявлен ультиматум о выдаче Н. Гоцинского, однако в то же время повстанцами был окружён и сам отряд, тогда Гоцинский вмешавшись не позволил уничтожить отряд, дав им уйти.
В сентябре 1924 года через Батуми от англичан поступила партия оружия и мануфактура. Захват Гоцинским крепостей Ботлих, Ведено, Шатой должен был послужить сигналом для начала нового антисоветского восстания. В апреле 1925 года британский майор Вильямс встретился с Гоцинским в селе Зумсой, он заручил, что Англия готова помочь в намерении изгнать советскую власть из Кавказа.
СКВО и ОГПУ предложили крупномасштабный план по ликвидации нелегальных формирований и разоружению Чеченской АО. Анастас Микоян встретился с И. Сталиным в городе Сочи для одобрения плана. Летом 1925 года началась операция под руководством И. Апанасенко и И. Уборевича. Начали с села Ачхой-Мартан, у жителей изъяли 228 винтовок и 32 револьвера.
В ауле Дышне-Ведено шейх Каим Ильясов 21 августа в мечети призывал к борьбе с советами: клятва была дана приблизительно 1000 людьми. Но были и те, которые советовали не сопротивляться войскам и выполнять все их требования; однако, к этим советам прислушивались лишь немногие. Даже в чеченских учреждениях Грозного занятия шли слабо, некоторые чеченские работники также резко высказывались против разоружения Чечни.

В ряде горных аулов Чечни население оказало вооруженное сопротивление, в ответ был применен артиллерийский огонь (аулы Кереты, Мереджой-Берем, Бечик, Дай и другие) и бомбометание с аэропланов (аулы и селения Зумсой, Дай, Тагир-Хой, Акки, Боуги, Ошни, Химой, Нежелой, Регехой, Урус-Мартан, Ножай-Юрт). 
Наиболее ожесточенное сопротивление оказало зумсоевское общество. Аул Зумсой по праву считался центром антисоветского движения, здесь горцы для обороны села продали весь свой скот, чтобы приобрести оружие. Генералу армии Апанасенко со своим чекистско-советским отрядом пришлось брать село штурмом. Жителям было предложено сдать припрятанные стволы: 800 винтовок и 200 револьверов и выдать мятежников во главе с Шамилёвым. По истечении двух часов по аулу был открыт артиллерийский огонь, а в воздух поднялись аэропланы. За весь день было сдано лишь 27 винтовок, тогда артиллерийские и авиа удары продолжились, было сдано 102 оружия. Когда отряд Апанасенко все же сумел войти в село, там уже отсутствовали главари: Атаби Шамилёв, Нажмудин Гоцинский и их сподвижники, были взорваны дома семьи Шамилёва и его помощников.
После обстрела и бомбометаний в ауле Дай, 2 сентября советским войскам комдива Козицкого сдался шейх Эмин из Ансалты. На Шаройский район в общем было сброшено 22 пуда бомб, с жителей района просили выдачи Гоцинского. Также продолжались поиски Шамилёва, для его поимки был сформирован отряд под командованием Джу Акаева.

## Итог
В результате операции было изъято 25 299 винтовок, 1 пулемет, 4 319 револьверов, 73 556 винтовочных и 1 678 револьверных патронов, телеграфный и телефонный аппараты. Всего за время операции пулеметно-артиллерийскому обстрелу был подвергнут 101 населенный пункт из 242, 16 аулов подвергнуты воздушной бомбардировке.
Арестовано 309 человек, также добровольно явились 565 повстанцев. 109 из них были приговорены к расстрелу, среди которых Нажмуддин Гоцинский, Атаби Шамилёв и Эмин Ансалтинский. Приговор был исполнен в Ростове-на-Дону. Репрессиям подверглись также родственники главарей и богословы. Сотни жителей Зумсоя были арестованы, как «контрреволюционеры», частью расстреляны, многие пополнили соловецкие лагеря.